# WR-40 Langusta
WR-40 Langusta là tên một loại pháo phản lực nhiều nòng do quân đội Ba Lan thiết kế và phát triển, trực tiếp phát triển bởi hãng Centrum Produkcji Wojskowej HSW S.A. Ba mươi hai chiếc đầu tiên đi vào hoạt động vào năm 2010.WR-40 được thiết kế chủ yếu dựa trên loại pháo phản lực nhiều nòng BM-21 của quân đội Liên Xô. Xe tải chở là xe 6x6 bánh hơi Jelcz đời P662D.35 với phần mũi xe được bọc thép. Một bước phát triển khác của quân đội Ba Lan đó chính là dự án pháo phản lực nhiều nòng "Homar", có thiết kế tương tự như pháo phản lực MLRS của quân đội Mỹ, được bắt đầu từ năm 2007.